# Ó Abre Alas

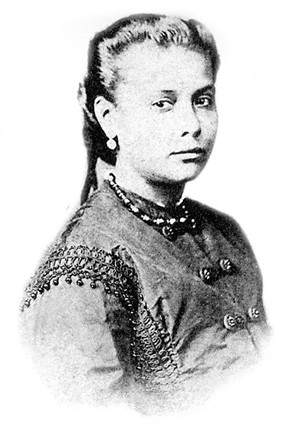
A compositora Chiquinha Gonzaga, aos 18 anos de idade.

"Ó Abre Alas" é uma marcha-rancho carnavalesca composta em 1899 pela musicista brasileira Chiquinha Gonzaga.
Foi a primeira marchinha de carnaval da história. Em 2011, a revista Veja elegeu As 10 melhores marchinhas de Carnaval de todos os tempos, onde Ó Abre Alas aparece na 4a posição.
Segundo o ECAD, como a compositora desta música morreu em 1935, os direitos autorais desta canção se expiraram em 2005, já que no Brasil, uma obra entra em domínio público 70 anos após a morte de seu autor.

## Histórico e sucesso
Ó Abre Alas é a composição mais conhecida de Chiquinha, e aquela de maior sucesso. Tinha ela cinquenta e dois anos, já avó, e foi justo no ano dessa composição que inicia o romance com o jovem português João Batista Fernandes Lage, então com dezesseis anos.
A canção foi feita para o cordão carnavalesco Rosa de Ouro, citado na letra. O sucesso é considerado a primeira marcha carnavalesca da história.
Na época Chiquinha morava no Andaraí, era já compositora consagrada, quando integrantes do Cordão a procuram com o pedido de um "hino" para as folias momescas daquele ano, como registrou o historiador Geysa Boscoli, seu parente. Apesar de sua posição, não refutou o pleito que resultou na vitória do Cordão no carnaval. Era comum, naquele tempo, os cordões entoarem versos que anunciavam sua passagem, e a marcha de Chiquinha antecipou um gênero que só veio a se firmar duas décadas após.
Entre os anos 1901 e 1910 foi grande sucesso nos carnavais, tornando-se símbolo do carnaval carioca.

## Outros trabalhos
A dramaturga luso-brasileira Maria Adelaide Amaral adaptou um musical intitulado Chiquinha Gonzaga, Ó Abre Alas - ou simplesmente O Abre Alas na versão carioca - que estreou em São Paulo em 1983 e no Rio de Janeiro em 1996, como "O Abre Alas". Em 2000, publicou a obra Ò Abre Alas, pela editora Civilização Brasileira. O musical paulista teve direção de Osmar Rodrigues Cruz, cabendo o papel-título a Regina Braga; na versão carioca foi adaptado por Charles Möeller, com direção musical de Cláudio Botelho e Rosamaria Murtinho como protagonista.